# آرثر دبليو. روبنسون
آرثر دبليو. روبنسون (1880 في المملكة المتحدة - ) (بالإنجليزية: Arthur W. Robinson)‏ هو لاعب كريكت بريطاني. لعب مع نادي مقاطعة ورسسترشاير للكريكيت ‏ وفريق كوازولو ناتال للكريكت ‏.

## وصلات خارجية
- آرثر دبليو. روبنسون على موقع إي آس بي آن كريك إنفو (الإنجليزية)